# Borulach
Borulach popř. Borulaach (rusky Борулах nebo Борулаах, jakutsky Боруулаах) je řeka v Jakutské republice v Rusku. Je 316 km dlouhá. Povodí má rozlohu 9470 km².

## Průběh toku
Protéká Janskou vysočinou. Největší přítoky jsou Chaltysy a Chatyngnach. Je to levý přítok řeky Adyča (povodí Jany).

## Vodní stav
Zdroj vody je převážně sněhový. Vodní doprava není možná.